# Miladići
Miladići – wieś w Bośni i Hercegowinie, w Federacji Bośni i Hercegowiny, w kantonie tuzlańskim, w gminie Čelić. W 2013 roku liczyła 65 mieszkańców, z czego większość stanowili Serbowie.